# Vasilikī (Leucade)
Vasilikī (in greco Βασιλική?) è un paese sull'isola di Leucade, parte della prefettura e della municipalità di Lefkada.
Il villaggio è collegato da una strada al capoluogo dell'isola, a Porto Katsiki e alla parte orientale dell'isola. Le montagne circostanti sono coperte da arbusteti, prati, rocce e rari alberi, mentre le terre coltivabili si trovano nelle aree vallive e attorno ai villaggi.
Nato come paese di pescatori, Vasilikī si è sviluppato negli anni novanta come località turistica.

## Popolazione del villaggio
| Anno | abitanti | variazione   | Percentuale sulla municipalità |
| ---- | -------- | ------------ | ------------------------------ |
| 1981 | 371      | -            | -                              |
| 1991 | 368      | -3 or -0.81% | 10.59                          |
| 2001 | 431      | 63 or 17.12% | 13.32%                         |